# Tommy Morrison (Boxer)
Tommy Morrison (* 2. Januar 1969 in Gravette, Arkansas; † 1. September 2013 in Omaha, Nebraska) war ein US-amerikanischer Boxer.

## Amateurkarriere
Morrison begann zunächst als 13-Jähriger, sich mit Erwachsenen in so genannten „Toughman“-Wettbewerben zu prügeln (Bilanz 49-1). Er hatte aber auch eine lange Amateurkarriere im Boxen mit mehr als 200 Kämpfen, nach eigenen Angaben 222-20. 1988 gewann er die Kansas Golden Gloves im Schwergewicht.
In der Qualifikation für die Olympischen Spiele 1988 unterlag er dem späteren Goldmedaillengewinner Ray Mercer.

## Profikarriere
Morrison wurde im November 1988 Profi. Als charismatische Person und dazu weißer Hautfarbe mit spektakulärem linken Haken, zudem aus berühmter Familie, erfreute er sich großer Beliebtheit. Er konnte seine ersten 28 Gegner besiegen, darunter Pinklon Thomas, fast alle durch K. o. Dann trat er 1991 gegen WBO-Titelträger Ray Mercer an. Er beherrschte Mercer anfangs nach Belieben, wurde in der fünften Runde dann aber durch einen der berühmtesten K. o. der 1990er-Jahre geschlagen. Während Mercer auf ihn einschlug, wurde er stehend K. o. nur von den Seilen gehalten, bevor er schließlich zusammensackte. Von vielen Journalisten wurde er wegen mangelnden Trainingseifers kritisiert, man sagte ihm auch ein Glaskinn nach.
K.-o.-Siege gegen Joe Hipp und Carl Williams (gegen den er auch selbst am Boden war) brachten Morrison wieder nach vorn; im Juni 1993 trat er gegen George Foreman um den vakanten WBO-Weltmeistertitel an und besiegte ihn klar nach Punkten. Doch schon in seiner zweiten Titelverteidigung ging er sensationell gegen Michael Bentt in der ersten Runde k. o. Auch gegen den damals völlig unbekannten Ross Puritty konnte er nur unentschieden boxen; auch hier war er zweimal am Boden. Gegen Donovan Ruddock konnte er aber durch K. o. in der sechsten Runde gewinnen. Im Oktober 1995 trat er gegen Lennox Lewis an, der im Jahr zuvor seinen WBC-Weltmeistertitel verloren hatte. Er war chancenlos und ging in Runde sechs k. o.
Im Februar 1996 wurde bei Morrison das HI-Virus festgestellt. Morrison beendete daraufhin einstweilen seine Karriere, kehrte jedoch im November 1996 noch einmal für einen Kampf in den Ring zurück und besiegte Marcus Rhode durch K. o. in der ersten Runde. Später behauptete er, dass er nicht HIV-positiv sei, da die Testergebnisse im Jahr 2006 alle negativ gewesen seien. Er führte die Fehldiagnose auf die Einnahme von Steroiden zurück, zudem seien alle seine vier Kinder negativ getestet worden. Daraufhin nahm er Kontakt mit dem Boxpromoter Peter McKinn auf, der ihn bei seinem Streben nach einem Comeback unterstützte.
Morrison erhielt schließlich in Arizona eine Boxlizenz unter der Auflage, dass ein Mitglied der örtlichen Boxkommission ihm beim Training zuschauen könne und eine Blutprobe für einen HIV-Test entnommen würde. Ein unabhängiges Labor testete Morrison am 16. Januar 2007 HIV-negativ. Ein Termin für einen vierrundigen Kampf am 19. Januar 2007 musste abgesagt werden, da er sich beim Sparring an der Hand verletzte. Am 22. Februar 2007 gab er nach mehr als zehn Jahren und drei Monaten Ringabstinenz sein Comeback gegen John Castle und besiegte ihn durch K. o. in der zweiten Runde.
Seinen zweiten Comeback-Kampf am 9. Februar 2008 in Mexiko konnte Morrison ebenfalls durch K. o. in Runde 3 gewinnen; Gegner war Matt Weisshar mit einem Rekord von 3 Siegen in 5 Kämpfen.

## Persönliches
- Tommy Morrison war 1993 kurzzeitig Weltmeister der WBO im Schwergewicht. Morrison war ein Großneffe von John Wayne und nannte sich im Ring wie dieser „The Duke“.
- Im Jahr 1989 beobachtete Sylvester Stallone Morrison und castete ihn für den Film Rocky V als Tommy „Machine“ Gunn. In dieser Rolle spielte er einen jungen talentierten Boxer, der von Rocky trainiert und letztendlich sein Gegenspieler wird.
- Morrison litt unter dem Miller-Fisher-Syndrom, einer Variante des Guillain-Barré-Syndroms. An dessen Folgen starb er am 1. September 2013 in einem Krankenhaus in Omaha (Nebraska).